# Alicia Stolle
Pour les articles homonymes, voir Stolle.
Alicia Stolle, née le 17 juin 1996 à Ahlen, est une handballeuse internationale allemande. Elle évolue au poste d'arrière droite.

## Palmarès
Compétitions internationales
- Ligue des champions
  - Finaliste en 2023

Compétitions nationales
- Championnat de Hongrie
  - Vainqueur (1) : 2021
  - Vice-champion (2) : 2022, 2023
- Coupe de Hongrie
  - Vainqueur (2) : 2022, 2023
- Coupe d'Allemagne
  - Vainqueur (1) : 2019

### Distinctions individuelles
- élue meilleure arrière droite du championnat d'Europe 2018[2]